# نيو كاسل (كولورادو)
نيو كاسل (بالإنجليزية: New Castle, Colorado)‏ هي بلدة تقع في مقاطعة غارفيلد، كولورادو بولاية كولورادو في الولايات المتحدة. تبلغ مساحتها 6.1 (كم²)، وترتفع عن سطح البحر 1706 م، بلغ عدد سكانها 3796 نسمة في عام 2008 حسب إحصاء مكتب تعداد الولايات المتحدة وتصل الكثافة السكانية فيها 325.2 نسمة/كم2.

## وصلات خارجية
- Town of New Castle
- The US50 - Cities and Towns in Colorado State
- Colorado Cities and Towns, Facts, Map, Flag, Colleges, Government, and More